# Ilsa, She Wolf of the SS
Ilsa, She Wolf of the SS ist ein US-amerikanischer Exploitationfilm aus dem Jahr 1975.
Der Film vereint Elemente aus den Exploitationgenres Naziploitation, Sexploitationsfilm, Frauengefängnisfilm und KZ-Lagerfilm mit Gore-Elementen. Hauptperson ist die SS-Schergin Ilsa, die als Kommandantin das Regiment über ein deutsches Konzentrationslager im Jahre 1945 führt.
Der Film wurde in Deutschland nie offiziell veröffentlicht. In der Schweiz gab es eine geschnittene Veröffentlichung als Die Hündin von Liebeslager 7. Die Nachfolgefilme sind in Deutschland erhältlich, allerdings auch nur in jeweils stark geschnittenen Versionen.

## Über den Film

### Handlung
Ilsa ist die Aufseherin des Medical Camp 9, eines medizinischen Lagers der Nazis. Gemeinsam mit ihren „Schwarzen Witwen“, den ihr unterstellten SS-Scherginnen Ingrid und Maigret und einer lesbischen Unteroffizierin (Gretchen), hält sie im Lager eine drakonische Disziplin aufrecht. Bei den kleinsten Verstößen werden Gefangene ausgepeitscht oder den Wachsoldaten als „Frischfleisch“ vorgeworfen. Sie versucht neben den „dienstlichen“ Menschenversuchen durch private Experimente an ausgewählten weiblichen Gefangenen nachzuweisen, dass Frauen physisch belastbarer und vor allem schmerzunempfindlicher als Männer und daher besser für den Kriegseinsatz geeignet sind.
Abgesehen von offenbar homoerotisch-sadistischen Neigungen verkehrt Ilsa regelmäßig sexuell mit männlichen Gefangenen des Arbeitskommandos, die sie nach deren für sie stets enttäuschender Leistung zu kastrieren pflegt.
Im Verlauf des Films allerdings verliebt sich Ilsa in den äußerst potenten US-amerikanischen Gefangenen Wolfe. Wolfe gelingt es, ihre Lust zu befriedigen, selbst nachdem sie versucht, ihn durch vorherigen Einsatz bei Ingrid und Maigret unter ihrer Aufsicht physisch überzustrapazieren. Nach und nach gelingt es Wolfe, bei ihr eine gewisse Abhängigkeit von ihm zu verursachen, was er im Weiteren ausnutzt, um eine Revolte und eine Flucht aus dem Lager zu planen. Inzwischen verheizt Ilsa die meisten der für ihr privates Projekt als ungeeignet aussortierten Frauen in Versuchen, bis auf Anna, die sie trotz Anwendung brutalster Foltermethoden nicht brechen kann und die sich offenbar als Beweisstück für ihre Theorie eignet.
Im weiteren Verlauf inspiziert Ilsas Vorgesetzter, ein ebenso fetter wie perverser SS-Gruppenführer, das Lager. Die widerwillige Ilsa muss ihn letztendlich sexuell befriedigen, indem sie auf ihn uriniert, da er ihre privaten Experimente trotz des inzwischen eingetretenen Erfolges in Form von Anna als Ressourcenverschwendung missbilligt.
Als sie anschließend seelischen Ausgleich bei Wolfe sucht, nutzt dieser ihre emotionale Lage aus, um Ilsa an ihr Bett zu fesseln. In ihrer so erzwungenen Abwesenheit im Lager bricht ein blutiger Aufstand der Gefangenen los. Nach dessen Erfolg fliehen Wolfe und die ihm nahestehende Gefangene Kata in die Wälder und überleben vermutlich. Inzwischen versucht die grauenhaft zugerichtete Anna, die gefesselte Ilsa zu erstechen, stirbt jedoch kurz vor dem Zustechen neben ihrer Peinigerin an ihren Verletzungen.
Die anderen Befreiten nehmen entgegen Wolfes Rat blutige Rache an ihren verbliebenen Unterdrückerinnen. Sie werden jedoch unmittelbar danach durch ein von Richter, dem Adjutanten des Generals, befehligtes Kommando auf höheren Befehl liquidiert, damit die nahenden Alliierten keine Zeugen vorfinden. Richter erschießt auch die wehrlos gefesselte Ilsa.

### Entstehung
Viele der an der Produktion Beteiligten traten unter einem Pseudonym auf. Selbst der auch unter seinem richtigen Namen einen zweifelhaften Ruf genießende Produzent Dave Friedman wählte für diesen Film das deutsch klingende Pseudonym Herman Traeger. Das Buch schrieb der kanadische Professor John Saxton unter dem Pseudonym Jonah Royston.
Gedreht wurde Ilsa innerhalb von neun Tagen am Set von Ein Käfig voller Helden (Hogan’s Heroes), einer Sitcom, die in einem Stalag (Stammlager) spielt. Die Kulisse wurde aber mit zahlreichen, oft eher unauthentischen NS-Devotionalien und deutschsprachigen Propagandaplakaten (in Frakturschrift) angereichert. Als Hintergrundmusik kommen diverse NS-Propagandalieder zum Einsatz, die entgegen der Angabe in den Credits aber nicht nur von Horst Wessel stammen. Als Kostüme tragen Ilsa und ihre beiden Scherginnen sowie der General und seine Begleiter schwarze SS-Uniformen mit Reitstiefeln, zeitweilig amerikanische Bullenpeitschen, Ilsa darüber verschiedentlich einen Arztkittel, den auch der (stark übergewichtige) Lagerarzt in allen Szenen trägt. Ilsas sonstige niedere Scherginnen und die männlichen Wachpersonalsoldaten tragen unpräzise grau-braune Uniformen, die Arbeiter mehr oder weniger zerlumpte Zivilkleidung, die Insassinnen die für Frauengefängnisfilme üblichen Kittel oder ggf. weniger bis nichts.
Die schauspielerischen Leistungen des Films sind sehr unterschiedlich. Insbesondere der Amerikaner Wolfe sorgt zwischenzeitlich für unabsichtliche humoristische Entspannung, da er offensichtlich kein Talent als Schauspieler hat. Außerdem ist der Film besonders berüchtigt für seine falschen Akzente auf der schauspielerischen Ebene, wie die Tatsache, dass Ilsa während des ganzen Films unfähig ist, das deutsche Wort „Reich“ auch nur so ähnlich auszusprechen wie ein Deutscher es tun würde. Das hindert das Drehbuch allerdings nicht daran, zahlreiche deutschsprachige Zeilen einzubauen. So zählen denn auch die Szenen, in denen Thorne beim Telefonieren die Hacken zusammenknallt und „Ja, mein General“ ruft, zu den skurrilen Höhepunkten des Filmes.
Für einen Low-Budget-Film sind allerdings die Kulissen vergleichsweise gut, da diese ursprünglich für eine wesentlich größere Produktion genutzt wurden. Insbesondere die Schminke von Joe Blasco allerdings unterscheidet den Film handwerklich von den meisten Sexploitation-Filmen, da es diesem gelingt, überzeugend auszusehen, was angesichts des Themas vor allem Schrecken erzeugt. Der Film wurde an nur neun Tagen gedreht, einige Male 24 Stunden am Stück. Dabei drehten die Beteiligten jede Szene nur einmal, das Drehbuch änderte sich während der hektischen Filmarbeiten noch stark.
Regie führte Don Edmonds, der später unter anderem Co-Produzent des Tony-Scott-Films True Romance war.
Die Idee zu dem Film entstand, als Friedman mit einem anderen Frauengefängnis, Love Camp 7, einen großen kommerziellen Erfolg erzielte. Love Camp 7 zeigt ein Kriegsgefangenenlager, in dem Frauen zur Unterhaltung von Nazisoldaten gefangen gehalten werden. Die kanadischen Investoren wollten einen weiteren, ähnlich gelagerten Film, der allerdings wesentlich blutiger sein sollte und mehr Anklänge an Horrorfilme hatte als Love Camp 7.
Thorne beschrieb die Dreharbeiten rückblickend einige Jahrzehnte später: „Es war furchtbar und anspornend zugleich. Man wusste nie, was einen erwartete. Es war eine sehr bereichernde Erfahrung für mich trotz der schlechtesten Bedingungen, die man sich nur vorstellen konnte. Ich musste unglaublich diszipliniert sein, während sich die Verrückten hinter der Kamera miteinander bekriegten. Joe Blasco [heute Blasco Cosmetics] war für die Maske bei Ilsa verantwortlich und wahrscheinlich waren er und seine Crew die einzig vernünftigen Köpfe, mit denen ich dort zu tun hatte.“

## Zusatzinformationen

### Hintergrund
Der Film selbst ist vage inspiriert vom Leben der Irma Grese und der Ärztin Herta Oberheuser. Grese war Aufseherin in Bergen-Belsen und Auschwitz, Oberheuser Ärztin in Ravensbrück. Der Name Ilsa leitet sich vermutlich von der Frau des Kommandanten des KZ Buchenwald Ilse Koch (der „Hexe von Buchenwald“) ab, auf die u. a. in Form des Einsatzes von Häftlingen für Haus- und Gartenarbeiten im Film auch explizite Anspielungen enthalten sind.
Grese war eine der meistgehassten Aufseherinnen im Lager. Selbst erst Anfang 20, verbrachte sie ihre Zeit im Lager unter anderem damit, Häftlinge aus einer Laune heraus zu erschießen, Frauen zu Tode peitschen zu lassen und sich an den Gefangenen auf oft grausame Art sexuell zu vergehen. Sie wurde im Alter von 22 im ersten Bergen-Belsen-Prozess zum Tode verurteilt. Oberheuser war eine Ärztin im KZ Ravensbrück, die unter anderem Experimente damit machte, schmerzerzeugende Chemikalien zu spritzen und Gefangenen „typische Kriegsverletzungen“ beizubringen, um die Folgen zu studieren. Oberheuser wurde in Nürnberg zu 20 Jahren Haft verurteilt, später wurde die Strafe herabgesetzt und sie lebte nach Verbüßung von fünf Jahren ein relativ normales Leben in Deutschland. Einige Jahre hatte sie sogar eine Arztpraxis, bevor eine ehemalige Insassin sie erkannte und Oberheuser daraufhin die Approbation entzogen wurde.

### Rezeption
Der Film ist selbst unter den Anhängern von Sexploitationfilmen umstritten: zum einen beutet er das Thema Konzentrationslager nur nach seinen möglichen Schockeffekten hin aus, so dass er die historischen Sensibilitäten vieler Menschen verletzt. Zum anderen besitzt er für einen Film dieses Genres vergleichsweise gute Trickeffekte und gutes Make-up, zumindest Ilsa. Dyanne Thorne selbst besitzt auch ein gewisses schauspielerisches Talent, so dass er trotz des genretypischen Trashfaktors für einen solchen Film ungewöhnlich realistisch wirkt.
Selbst die fiktionale Ilsa reicht in ihren Grausamkeit bei weitem nicht an die Grausamkeiten heran, die in den KZ tatsächlich geschahen. Während Ilsa, und die anderen Filme des Genres, keinerlei Anspruch erheben, auch nur in die Nähe von historischer Authentizität zu kommen, sind es wahrscheinlich die einzigen fiktionalen Filme, die an den Horror, der innerhalb der KZs stattfand, tatsächlich optisch herankommen und eben nicht versuchen wie Schindlers Liste nur anzudeuten. Im Vergleich zu heutigen Produktionen von Nicht-Mainstream-Horrorfilmen, Produktionen für Video und DVD, und insbesondere asiatischen Gewaltfilmen, wirkt Ilsa allerdings wieder vergleichsweise harmlos, da auch hier die schlimmsten Szenen nicht gezeigt, sondern nur angedeutet werden.
Der Film ist in einigen Ländern verboten. Die Webseite „Girls with Guns“ empfiehlt: 
I don't recommend this movie unless you possess a very black sense of humour, are immune to being offended by fictional material, have carefully stowed all children and maiden aunts, and switched off all moral qualms.
Eine andere Webseite  versucht, sowohl den Horror, den solche Filme erzeugen, als auch das Interesse, das er bis heute erfährt, zu erklären: 
These films blur the lines between good and evil when they present Nazi atrocities in a manner that may not only repulse the viewer, but also spark the prurient interests of the viewer. If the spectator experiences titillation during scenes of torture and rape, then that spectator has in some way identified with the antagonist. To most people, the thought of this is absolutely unacceptable. To those that understand that repulsion and titillation all come from the same place, the human psyche, these films hold a certain power, if not charm.

### Nachwirkung
Der Erfolg von Ilsa sorgte dafür, dass es diverse Nachfolgefilme gab, die die Figur Ilsa mit eingeschränkter Kontinuität jeweils in verschiedenen Rollen zeigten: In Ilsa – Haremswächterin des Scheichs (indiziert seit dem 18. Dezember 1982) als Aufseherin eines arabischen Harems und in Ilsa – Die Tigerin (indiziert seit dem 29. Oktober 1983) als Kommandantin eines Gulags bzw. untergetaucht nach Stalins Tod als Bordellchefin in Kanada. Der ähnliche Jess Franco-(S)Exploiter Greta – Haus ohne Männer mit derselben Hauptdarstellerin wurde in den USA ebenfalls als Ilsa-Film vermarktet. Er ist dabei der kommerziell erfolgreichste von ca. 20 in den 1970er Jahren überwiegend in Italien entstandenen Filme ähnlicher Machart, vermutlich aufgrund der Hauptdarstellerin, der dichteren Atmosphäre und der geschickten Kombination von Genre-Elementen.
Eine interessante Funktion fällt Ilsa und ihren „Kolleginnen“ in filmhistorischer Hinsicht zu, da sie die ersten weiblichen Hauptrollen waren, die autoritär und gewalttätig sein durften.
Innerhalb des Double-Feature-Horrorfilms Grindhouse von Quentin Tarantino und Robert Rodriguez wird zwischen den beiden Filmen u. a. mit einem von Regisseur Rob Zombie geschaffenen Trailer für einen fiktiven Film namens Werewolf Woman of the SS geworben, der in weiten Teilen eine direkte Parodie des originalen Ilsa-Trailers darstellt.